# Jean-Baptiste Carrier
Jean-Baptiste Carrier (Yolet, 16 de março de 1756 – Paris, 16 de dezembro de 1794) foi um revolucionário francês famoso por sua crueldade, especialmente contra o Clero.

## Biografia
Foi um advogado do interior que, em 1792, foi eleito deputado à Convenção Nacional. Em outubro de 1793, ele foi enviado a Nantes, para subjugar a revolta que lá havia ocorrido. Mais notável por suas ações na Guerra da Vendéia durante o Reinado do Terror. Foi o principal responsável pelas famosas Noyades de Nantes (Afogamentos de Nantes): enquanto estava sob ordens de suprimir uma contra-revolução monarquista, ele comandou a execução de 4 000 civis, julgando que a guilhotina era muito lenta para as execuções, ele encheu com prisioneiros, principalmente padres, mulheres e crianças em Nantes, em algumas barcaças com comportas de fundo que, quando abertas, deixavam os prisioneiros se afundarem no rio Loire.
Em fevereiro de 1794 ele foi chamado de volta a Paris pelo Comitê de Salvação Pública, tomou parte no golpe contra Robespierre em 9 Thermidor (27 de julho de 1794), mas foi, ele próprio, chamado perante o Tribunal Revolucionário, Carrier foi julgado por crimes de guerra , considerado culpado e finalmente guilhotinado em 16 de dezembro de 1794. A ele é atribuída a frase "Antes faremos da França um cemitério do que deixaremos de regenerá-la".